# Жупа (Дрвар)
Жупа је насељено мјесто у Босни и Херцеговини у општини Дрвар које административно припада Федерацији Босне и Херцеговине. Према попису становништва из 1991. у насељу је живјело 81 становника.

## Становништво
На попису становништва 1961. у ФНРЈ, Жупа је била у саставу Општине Преодац.
|             | 2013.       | 1991.       | 1981.        | 1971.        |
| Укупно      | 37 (100,0%) | 81 (100,0%) | 114 (100,0%) | 156 (100,0%) |
| Срби        | 37 (100,0%) | 81 (100,0%) | 108 (94,74%) | 154 (98,72%) |
| Југословени | –           | –           | 6 (5,263%)   | –            |
| Бошњаци     | –           | –           | –            | 1 (0,641%)1  |
| Остали      | –           | –           | –            | 1 (0,641%)   |

1. 1 На пописима од 1971. до 1991. Бошњаци су пописивани углавном као Муслимани.